# Los Morrillos
La reserva privada Los Morrillos es un área protegida ubicada hacia el sudoeste de la localidad de Barreal, en el departamento Calingasta, en la región cordillerana al sur de la provincia de San Juan, en la región cuyana de la Argentina. 

## Características generales
La reserva fue creada en el año 1993, en un convenio privado entre la fundación Vida Silvestre Argentina y la empresa propietaria de las tierras, con el objeto de preservar los recursos naturales y culturales presentes en la zona. Abarca una superficie de 23 500 ha. aproximadamente en la posición 31°39′S 69°34′O / -31.650, -69.567.
La reserva se extiende sobre la ladera oriental del cordón de Ansilta, perteneciente a la cordillera Frontal, en un gradiante altitudinal que crece desde los 1600 hasta los 3000  m s. n. m. Esta diferencia de alturas hace posible la presencia de las provincias fitogeográficas  del monte, puna y altoandina.
La zona es considerada una de las más importantes para la investigación arqueológica. En diversas locaciones se han encontrado vestigios de la llamadas cultura de La Fortuna y cultura Morrillos, presumiblemente antecesoras de la cultura de Ansilta, más cercana en el tiempo, de la que se han hallado incluso un grupo de momias en notable estado de conservación.

## Arqueología
Varias décadas antes de la creación de la reserva, la región era ampliamente conocida por la riqueza y abundancia de sus yacimientos arqueológicos. El ejemplo más destacable lo constituye el hallazgo realizado por Mariano Gambier de las momias de Los Morrillos, en el año 1969.
Según varias fuentes, los primeros habitantes de la región pertenecerían a la cultura de La Fortuna, (8.000 al 6.500 a. C.), que dio lugar a la cultura Los Morrillos (6.000 al 2.000 a. C.), sucedida por la cultura de Ansilta, (2.000 a. C. al 500 d. C.), que a su vez sería la antecesora inmediata de los huarpes.
Las momias fueron halladas en el interior de cuevas, en las que se encontraron además diversos elementos vinculados al rito funerario y algunos de carácter ornamental. Estas piezas fueron trasladadas y se encuentran expuestas en el Instituto de Investigaciones Arqueológicas y Museo de la Universidad Nacional de San Juan. La paredes de las cuevas y un gran número de aleros —salientes rocosos que podían ser utilizados como refugios, sin llegar a tener la profundidad de una gruta o una caverna—, muestran multitud de pinturas rupestres, muchas de las cuales no han sido estudiadas aún en profundidad.

## Flora

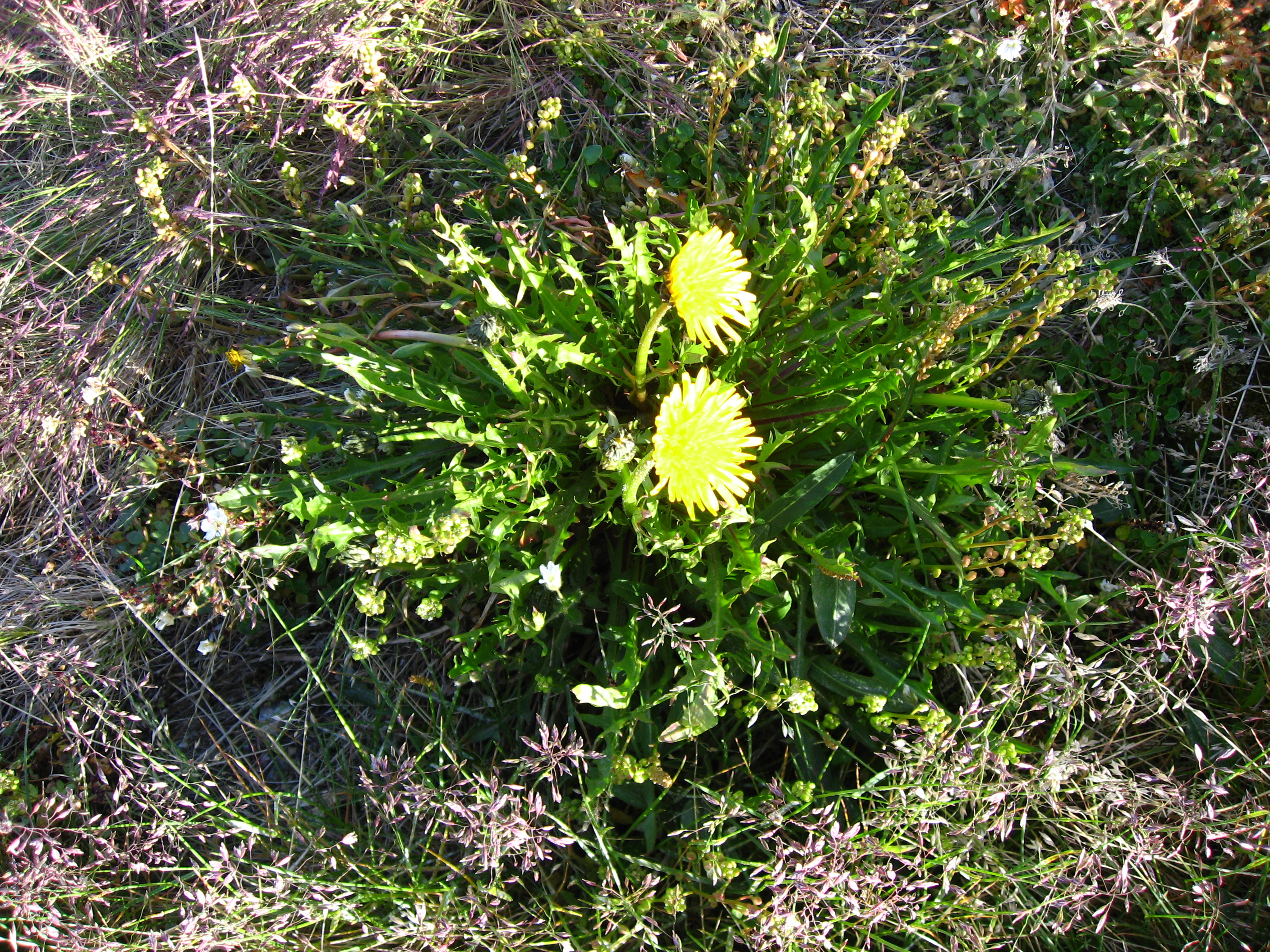
Diente de león (Taraxacum officinale).

La cobertura vegetal de la reserva presenta las especies típicas de cada uno de los ambientes que la componen, existiendo espacios de transición en los que conviven especies de distintos ambientes. En las zonas de menor altura la ecorregión de monte está representada por jarillas (Larrea divaricata) y (Larrea cuneifolia), breas (Parkinsonia praecox), retamos (Bulnesia retama) y en algunos sectores la jarilla chica, (Larrea nitida).

A medida que aumenta la altitud, los arbustos ceden el espacio a las herbáceas como el bío-bío (Gymnophyton polycephalum), gramíneas (Stipa), el clavelillo (Hyalis argentea).

Por encima de los 2500 m s. n. m. la flora adquiere las características típicas de puna, con especies como la tolilla (Fabiana patagonica) y romerillos. En las vegas y lugares relativamente protegidos donde hay presencia de agua aparecen el diente de león (Taraxacum officinale), el botón de oro (Ranunculus), la tola (Parastrephia lepidophylla) y abundantes matas de navaja (Berberis empetrifolia).

Alrededor de los 4000 m s. n. m. las condiciones de temperaturas gélidas, falta de humedad y fuertes vientos solo permiten el desarrollo de especies adaptadas, propias de la región altoandina tales como las cactáceas (Maihueniopsis glomerata).

## Fauna
La fauna de la reserva incluye roedores como los tuco-tuco (Ctenomys), grandes aves como el águila mora (Geranoaetus melanoleucus) y los típicamente cordilleranos guanacos (Lama guanicoe) y suris (Rhea pennata garleppi). 